# Дом С. В. Морозова
Дом (усадьба) С. В. Морозова — историческое здание в Москве, построенное в XIX веке. Объект культурного наследия федерального значения. Расположен в Шелапутинском переулке, дом 1, строение 1.

## История
Дом, построенный в 1836—1841 гг. для фабриканта С. В. Морозова, основателя династии купцов Морозовых, возможно, включает фрагменты палат XVIII века (разрушены в конце 1810-х гг.) Отделка здания в 1841 году ещё не была завершена. После смерти С. В. Морозова усадьба перешла к внучке Е. А. Морозовой (Нырковой), которая устроила в особняке странноприимный дом для старообрядцев, просуществовавший до Октябрьской революции. После революции в доме располагались страховая касса, рабочий клуб, ВНИИавтогенмаш. В 2013 году дом отреставрирован, в нём размещается Государственный Литературный музей.

## Архитектура
Дом построен в стиле позднего классицизма. Он был живописно расположен в глубине двора, на холме. В центре главного фасада крупный портик. Часть фасадного декора, в частности, обрамления арочных окон, относятся уже к стилю эклектики. Хорошо сохранились интерьеры дома, среди которых наибольший интерес представляют росписи плафонов, паркет, двери, а также кованые ограждения лестницы. Отреставрирован кованый навес над боковым входом с классическим орнаментом. Бывшие флигели и служебные помещения усадьбы, выходящие на угол Шелапутинского и Николоямского переулков, сильно перестроены.